# Scolypopa aphrophoroides
Scolypopa aphrophoroides är en insektsart som först beskrevs av Walker 1862.  Scolypopa aphrophoroides ingår i släktet Scolypopa och familjen Ricaniidae. Inga underarter finns listade i Catalogue of Life.